# Carl Glaser

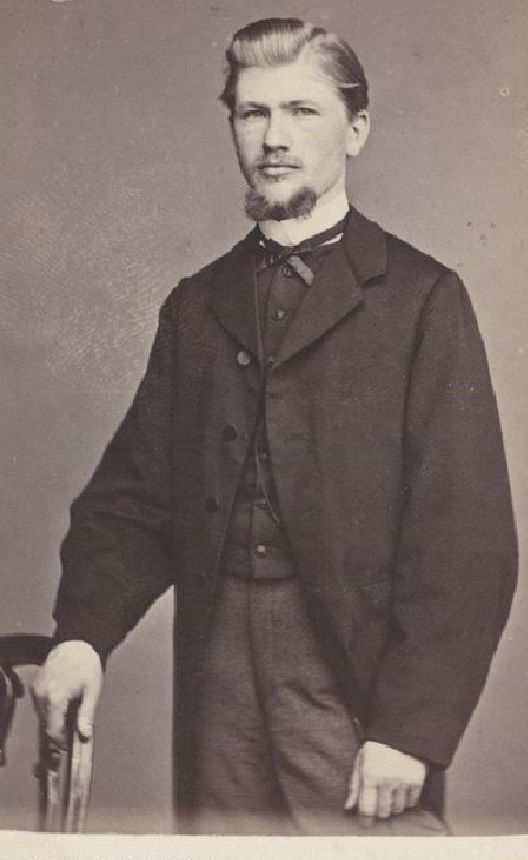
Carl Glaser bei Kekulé in Gent

Carl Andreas Glaser (* 27. Juni 1841 in Kirchheimbolanden; † 25. Juli 1935 in Heidelberg) war ein deutscher Chemiker.

## Leben
Carl Glaser studierte von 1856 bis 1859 an der polytechnischen Schule in Nürnberg und an der polytechnischen Schule in München Ingenieurwissenschaften. Ab 1859 war er Mitglied des Corps Rheno-Palatia München. 1863 studierte er Chemie bei Justus von Liebig in Erlangen und 1864 bei Adolph Strecker in Tübingen, wo er zum Dr. phil. promoviert wurde. Er wurde zunächst Assistent von August Kekulé in Gent und folgte ihm 1868 nach Bonn, wo er sich 1869 habilitieren konnte. In diesem Jahr wurde von ihm eine Kupplungsreaktion für Alkine entdeckt, die ihm zu Ehren als Glaser-Kupplung benannt wurde.

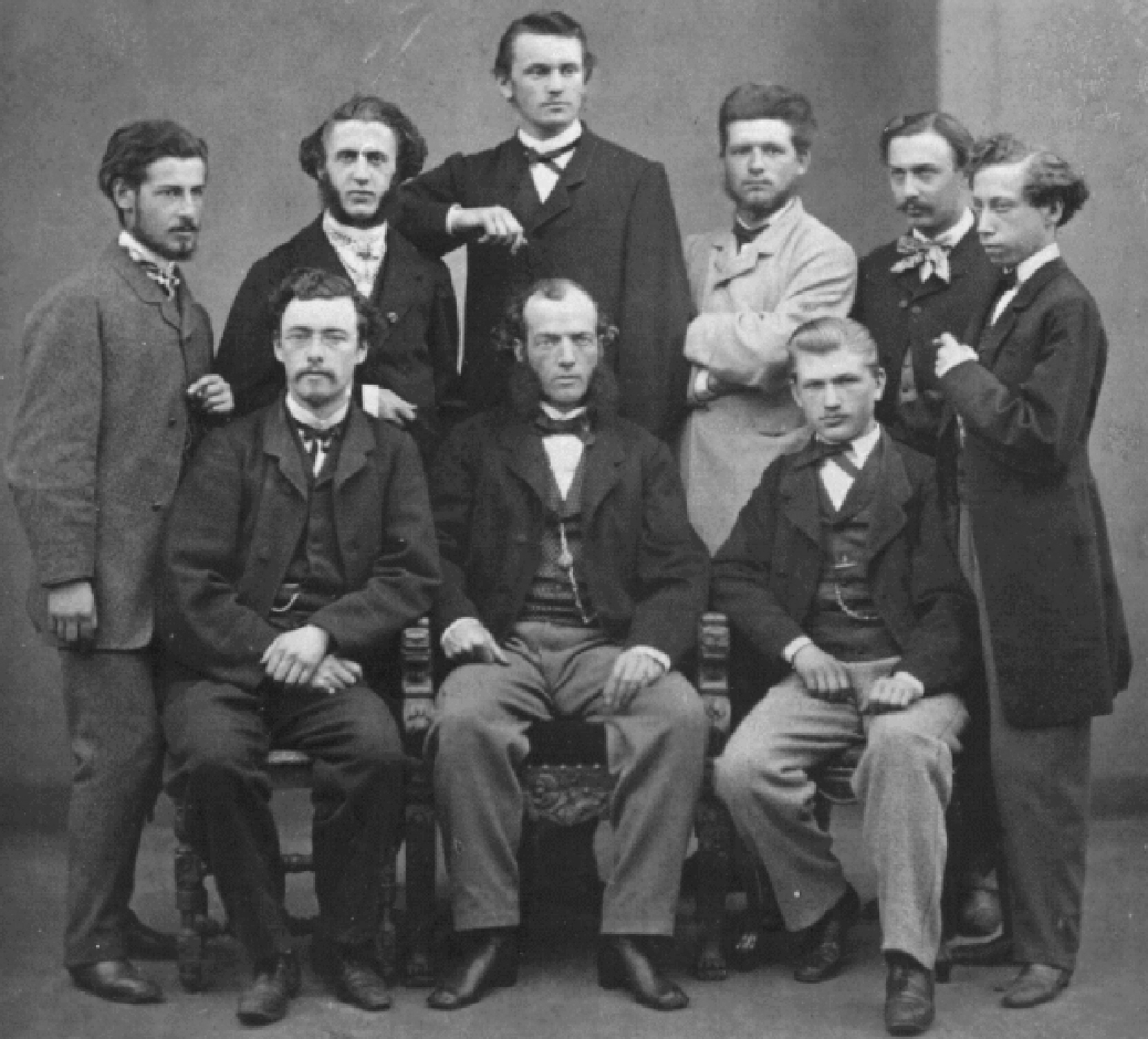
Carl Glaser sitzend rechts neben Kekulè, der in der Mitte sitzt, Gent 1866

Glaser begann 1869 bei der BASF in Ludwigshafen und richtete 1877/1878 in Russland eine Filiale für die Farbenherstellung ein. 1879 wurde er bei der BASF stellvertretender Direktor, 1883 Direktor und 1895 Aufsichtsratsmitglied. Von 1912 bis 1920 war er Aufsichtsratsvorsitzender.
1869 konstruierte Glaser einen beidseitig offenen Verbrennungsofen zur organischen Elementaranalyse. Bei der Herstellung von Alizarin entdeckte er Carbazol und Phenanthren.
Verheiratet war Glaser mit Anna Doflein (1843–1883) und in zweiter Ehe mit Elisabeth Kern (1857–1941). Das Grab auf dem Hauptfriedhof Mannheim ist ein dreiteiliges Wandgrab in gelbem Sandstein mit schwarzer Granitschriftplatte. Das Familienwappen ist aus Galvanobronze, der Mittelrisalit wird durch Dreiviertelsäulen gerahmt, über dem Gesims sind fünfzackige Sterne angebracht. Darunter sieht man ein Lorbeerband.

## Ehrungen
1894 wurde Glaser zum Commerzienrath ernannt, später zum Geheimer Hofrat. Ihm wurde die Ehrendoktorwürde (Dr.-Ing. E. h.) verliehen und die Ehrenbürgerschaft seiner Heimatstadt Kirchheimbolanden. Dort erinnert die Dr.-Carl-Glaser-Straße an ihn.